# حمامة (فلسطين)
حمامة بلدة مهجرة في الجنوب الغربي من ساحل فلسطين قبل حرب 1948. طرد اليهود الصهاينة سكانها، كانت البلدة تقع على بعد 2 كيلو متر من ساحل البحر المتوسط، وعلى مسافة 3 كيلو متر شمال مدينة المجدل قرب عسقلان، وعلى بعد 31 كيلومترا أو كذلك إلى الشمال الشرقي من مدينة غزة قريبا من الخط الحديدي والطريق الساحلي. هذه المنطقة هي اليوم جزء مما يسمى اليوم «إسرائيل»، شمالي حدودها مع قطاع غزة.
تربط حمامة بالطريق الرئيسية الساحلية طرق ثانوية، وبواسطة هذه الطرق ترتبط أيضا بمحطة السكك الحديدية وبالمجدل وشاطئ البحر. يحدها من الغرب شاطئ البحر الذي يمتد من حدود المجدل جنوبا إلى حدود أسدود شمالا على طول ستة كيلو مترات. ويحدها من الجنوب أراضي مدينة المجدل أي من شاطئ البحر غربا إلى حدود أراضي قرية جولس في الشرق على طول ستة كيلومترات. ويحدها من الشرق بلدة جولس الممتدة من الجنوب إلى الشمال حتى أراضي قرية بيت دراس على طول 6 كيلو متر. ومن الشمال يحدها أراضي قرية «اسدود» و«بيت دراس» على طول ستة كيلو مترات من الغرب حتى حدود «جولس» الشمالية.
في فترة الانتداب البريطاني اتبعت حمامة قضاء المجدل (عسقلان) لواء غزة.
تقع أراضي بلدة حمامة على شكل مربع من الأرض تقريبا طول كل ضلع 6 كيلومترات أي 36 كيلو مترا مربعا أي ما يعادل 36 ألف دونم، وفي دراسات أخرى فإن إجمالي أراضي حمامة هو ما يزيد عن 41 ألف دونم حتى عام 1948م (الموسوعة الفلسطينية) وربما بسبب تغير الملاك وتداخل أراضي البلدات في المنطقة.

## أول من سكن قرية حمامة
أول من سكن هذه القرية هم عائلة الفراني (بفتح الفاء والراء المخففة بعدها الألف والنون) الذين ينتسبون إلي فران بطن من قضاعة وَهُوَ فران بن بلي بن عمرَان بن الحاف بن قضاعة وهم من أنصار المدينة المنورة ممن ناصروا النبي محمد، ومنهم الصحابي الجليل المجذر بن ذياد بن عَمْرو بن زمزمة بن عَمْرو بن عمَارَة بن مَالك بْن عَمْرو البلوي الفراني شهد بدار وَقتل يَوْم أحد شهيدا، والصحابي يزِيد بن ثَعْلَبَة بن خزمة بن أَصْرَم بن عَمْرو بن عمَارَة الفراني من بني فران بن بلي شهد العقبتين.[بحاجة لمصدر]
فسكن بعض عائلة الفراني تلة في حمامة اسميت بتل الفراني ويقع شمال شرق حمامة على بعد 5 كيلو متر من عسقلان بين أسدود وحمامة عسقلان وقد قامت العصابات الصهيونية باحتلال تل الفراني وتحريف اسمه إلى اسم تل بوران وتهجير عائلة الفراني إلى منطقة قطاع غزة.

## التضاريس
الأرض المحاذية لشاطئ البحر رملية بعرض كيلو مترين أي من شاطئ البحر وحتى حدود بيوت البلدة من جهة الغرب. يحيط أيضا ببيوت البلدة أراضي تسمى أرض الحواكير على شكل شريط بعرض نصف كيلو متر تقريبا، والحواكير هو جمع حاكورة، والحكورة هي عبارة عن بستان صغير أرضه خصبة بسبب جودة تربتها التي تدر محصولا جيدا من الخضروات أو الفواكه لتجاوبها مع مياه الأمطار الموسمية التي تسقط في المنطقة شتاء، وهناك في حمامة أراضي مرتفعة نسبيا، وهناك السهول مثل سهل «بلاس» وسهل «معصبا» وسهل «بَشا» وسهل «أُم رياح» وهذه كلها أسماء لمناطق من أراضي بلدة حمامة. توجد أيضا المنخفضات أهمها بركة حمامة الجنوبية بين المجدل وحمامة، والبركة الشمالية بين أرض الحواكير والحريرية، والحريرية هو أيضا اسم لمنطقة من الأراضي الزراعية في بلدة حمامة، وأما البركة فهي عبارة عن مساحة أو منطقة من الأرض لا يستهان باتساع مساحتها فقد تكون بحيرة من الماء بمساحة مسطحة، قُل بحجم أو مساحة عدة ملاعب كرة، وتزداد مياهها ويرتفع منسوبها في الشتاء وينخفض في الصيف.
ويوجد في القرية بعض التلال مثل تل الفراني الذي كانت تملكه عائلة الفراني، والتي تم تهجيرها إلى قطاع غزة، وعائلة الفراني هم سكانها الاصليين.

### تل الفراني
تل الفراني يعتبر أحد المواقع الأثرية في بلدة حمامة حيث أن هذا المعلم عبارة عن تل أثري فيه بقايا سكان من العهد الكنعاني القديم حتى العهد البيزنطي وكشفت التنقيبات عن تحصينات كنعانية في هذا التل، وتل الفراني يقع في الشمال الشرقي من حمامة قرب الضفة الجنوبية للمجرى الأوسط لوادي الأبطح إلى الغرب مباشرة من الخط الحديدي الواصل بين اللد وغزة، وهذا التل يقع في أملاك عائلة الفراني (الحمامية).

## الوديان
الوديان التي تمر في أراضي حمامة وأهمها وادي حمامة الذي تأتي مياهه من مرتفعات المجدل مخترقا أرض البركة الجنوبية التي أشرنا إليها والذي يفصل غرب البلدة عن شرقها خصوصا في فصل الشتاء. ووادي «الجُرَيبة» الذي يأتي من الجنوب من مرتفعات بلدة «عراق السودان» وجولس مخترقا السهول الوسطى متجها إلى الغرب حيث يلتقي مع وادي حمامه القادم من الجنوب مكوّنا معا وادي كبير نسبيا ويصب في البحر عند مستنقعات «الأبطح». والأبطح هو اسم اكتسب من القبيلة العربية «الكنانية» الموجودة في «الأبطح» في مكة المكرمة، التي سكنت تلك المنطقة في الزمن الغابر عند مصب وديان حمامة لتنعم على ما يبدو بوفرة المياه «كتاب حمامة..عسقلان».

## أصل التسمية
يقول الحاج «حسين حسن محمد أبو صفية» عن اسم ومنشأ بلدة حمامه تاريخيا: «أفادونا بعض المعمرين عن معلومات متواترة أن الاسم هو إسلامي الأصل حيث كان المكان يسمى» وادي الحمى«لأن الجيوش الإسلامية التي كانت تحاصر مدينة عسقلان الرومانية كانت تعسكر على ضفتي الوادي» وادي حمامة«، وكانت من هذا المكان تكر على عسقلان لمحاربة الرومان وتفر لهذا المكان حيث الماء والدفء، وفي هذا المكان كان يدفن شهداء المحاربين، وأما المؤرخين المستشرقين فقد قالوا أن الاسم هو روماني الأصل».
بنيت بيوت البلدة في موقع قرية يونانية عرفت باسم «باليا» بمعنى حمامة. ولذا اكتسبت حمامة أهمية سياحية لوجود الخرائب الأثرية حولها بشكل غير عادي، وربما تعود هذه الآثار إلى عهود ما قبل اليونانيين حيث أن الفلسطينيين الأوائل أقاموا عند الساحل ما بين غزة واسدود. هذا، وأن بيوت البلدة قد أقيمت على منبسط سهلي يرتفع قرابة ثلاثين مترا فوق سطح البحر، وكانت تحف بهذا الموقع من الشرق ومن الغرب تلال رملية طولية مزروعة يبلغ ارتفاعها خمسين مترا فوق سطح البحر. هذا، ولماذا لا تتم المزاوجة بين ما يقوله العرب المسلمين عن أصل التسمية لبلدة حمامة بوادي الحمى وما يقوله المستشرقين على أنها تعود للتسمية اليونانية «باليا» بمعنى حمامة، لأن الاسم اليوناني الذي يستند إلى أسطورة كما ذكر «خليل حسونة» في كتابه «حمامه.. عسقلان» لا يتعارض من مفهومنا المتواضع مع الصفة «وادي الحمى» الذي أطلقه المسلمون على المكان، فهناك ظروف مختلفة في كل نواحيها بين الطرحين وكما يبدو لنا فقد أعطت معنى مغاير لنفس الاسم «حمامة» إلا أنه اسم لا يسيء بكل معانيه بل يزيد في نقاء اتصالنا بهذه الأرض ويؤكد بأننا بكل المعاني نستحق وبفخر أن نكون ورثة هذا المكان الذي يسمى حمامة.
يقول عبد الكريم الحسني في كتاب «من حمامة إلى منتريال»، وكذلك كتاب «حمامة..عسقلان» عن المؤرخ «مصطفى مراد الدباغ» في كتاب «بلادنا فلسطين» عن الأسطورة اليونانية أن أصل الأسطورة تقول: (وكذلك ظهرت في أواخر القرن التاسع قبل الميلاد كانت الملكة «سمورامات» في نحو "811-808" قبل الميلاد، التي كان لها شأن كبير في عالم الأساطير. اشتهرت باسمها اليوناني «سمير أميس» المحرف عن اسمها الأشوري، واعتبرها اليونانيون بمثابة آلهة، ونسبوا إليها كثير من الأعمال الجليلة، وذكرتها الأساطير الواردة في المصادر الإغريقية بأنها كانت ابنة آلهة نصفها سمكة والنصف الآخر «حمامة»، وأن عبادتها كانت منتشرة في عسقلان الفلسطينية. بعد أن ولدت هذه الآلهة ابنتها سمير أميس تركتها في ناحية عسقلان فأخذها الحمام وصار يرعاها، ثم عثر عليها كبير رعاة الملك فرباها، ولما كبرت تزوجها الملك. والاسم «سمورامات» مركب من كلمتين «سمو» معناها حمامة و«رامات» ومعناها المحبوبة فيكون معناها اسم «الملكة محبوبة الحمام». وما يسترعي الانتباه بهذا الصدد أنه كانت تقع على مسافة أربعة أميال للشمال من عسقلان قرية يونانية تعرف باسم بمعنى حمامة واليوم أو حتى عام 1948م تقوم قرية حمامة على بقعة بتسميتها اليونانية).ظ

## الأهمية الاقتصادية
ولحمامة كانت أهمية اقتصادية أيضا لكبر مساحة الأراضي الزراعية التابعة لها حيث كانت الأكبر بين قرى المنطقة الساحلية من ناحية عدد السكان وملكية الأراضي الزراعية وكان لعنب حمامة شهرة في فلسطين. وتعود أهمية حمامة الزراعية أيضا لأنها تمتد وسط منطقة يزرع فيها الحمضيات والعنب والتين والزيتون والمشمش واللوز والجميز والبطيخ ومختلف أنواع الخضار والحبوب، وبسبب ملاءمة المناخ لزراعة الحمضيات في حمامة فقد اهتم أهاليها بزراعة الحمضيات أو ببساتين البرتقال التي كانوا يطلقون على مفردها «بيارة» وجمعها بيارات. وحتى عام 1948م كان أهالي حمامة يملكون ما ينيف عن عشرين بيارة برتقال. كانت الزراعة تشتمل أيضا على الأشجار الحرجية التي زرعت لتثبيت الرمال والحد من زحفها. وتجدر الإشارة إلى أن مساحات واسعة من الكثبان الرملية (البرص) كانت تمتد شمالي حمامة بين وادي أبطح ووادي صقرير أو سكرير. وكون حمامة كانت تقع على ساحل البحر الأبيض المتوسط، ولكبر عدد سكانها فقد كان قطاع لا يستهان به من أهلها يعملون بصيد السمك.
كان يتخذ مخطط بيوت حمامة شكل النجمة بسبب امتداد العمران على طول الطرق التي كانت تصل قلبها بالقرى والبلاد المجاورة. ويظهر نموها العمراني واضحا في اتجاه الشمال والشمال الغربي. وقد بلغت مساحتها في أواخر عهد الانتداب البريطاني مائة وسبع وستين دونما (العمران)، وبلغت مساحة الأراضي التابعة لها نحو 41366 دونما. حيث أن قرية حمامة تعتبر من البلدات المصنفة بكثرة سكانها عن باقي قرى الساحل الفلسطيني، وكان في النية تحويل مجلسها القروي إلى مجلس بلدي لتصبح مدينة لا قرية، لولا تغير الظروف وحدوث نكبة 1948م. فقد وصل عدد سكان حمامة عام 1922م إلى 2731 نسمة، وفي عام 1931م بلغ عدد السكان 3401 نسمة منهم 1684 ذكور، 1717 إناث، كانوا يقطنون في 865 منزلا. وفي عام 1945م وصل عدد السكان إلى 5070 نسمة منهم 5010 عربا و 60 يهودا. وفي عام 1948م بلغ عدد سكان حمامة 5812 نسمة. وفي عام 2000م يقدر اجمالي عدد أنسال سكان حمامة بما يقارب 60000 بافتراض أن العدد قد تضاعف على أقل تقدير عشر مرات منذ عام 1948م. هذا، وكانت بلدة حمامة عبارة عن حارتين رئيسيتين أو جزئين يكونان بيوت البلدة، الحارة الغربية والحارة الشرقية. وسميت هكذا لأن الوادي كان يفصلها، وكان عبارة عن مجرى لمياه الأمطار التي كانت تمر في هذا الوادي قادمة من جهة مدينة المجدل في الجنوب كما أشرنا. كان الوادي يمتلئ بالمياه في فصل الشتاء واذا كانت الأمطار غزيرة كان يعيق سير الناس ودوابهم لساعات أو يوم أو لعدة أيام خصوصا وأنه كان يحد من تنقل السكان من الحارة الغربية إلى الحارة الشرقية أو العكس. كانت الحارة الشرقية هي الأقدم أو أساس البلدة، وكان فيها بشكل لافت للنظر الأسواق، وفي منتصف البلدة تقريبا كان يقع مسجد أبو عرقوب، وهو اسم لأحد الصالحين القدامى الذين عاشوا في تلك الأنحاء والذي تحول ضريحه إلى مسجد يحمل اسمه. أما الحارة الغربية أو الجزء الآخر من البلدة، فقد كانت تعتدي بيوتها قليلا على خط الرمال القريب من شاطئ البحر، وكانت الأحدث تقريبا في عمر البناء.
كانت توجد مدرسة ابتدائية للبنين وأخرى للبنات في بلدة حمامة، وكانت تقع على طرف البلدة من جهة الشمال الغربي أو كذلك. وكانت مبنية من الآجر والإسمنت والحجارة بعكس غالبية بيوت البلدة المبنية من الطين اللبن المخلوط بالقصل لتقويته، والقصل هو التبن الخشن الذي كان يحصل عليه الناس عادة بعد درس المحاصيل الزراعية وهو ما كانوا يستعملونه أساسا لغذاء مواشيهم، هذا عدا بعض البيوت والسرايات التي بنيت من الاسمنت والحجارة والبازلت. دمر الغزاة الصهاينة حمامة وشردوا أهلها وبنوا عليها مستعمرة «بيت عزرا»، و«نيتسانيم».

## أهم المؤلفات عن قرية حمامة
1. كتاب قرية حمامة المهجرة: من تأليف الدكتور عبد الحميد الفراني [2]
2. كتاب قرية حمامة تاريخ و تراث و إنساب: من تأليف الدكتور علي أبو عودة[3]
3. كتاب قرية حمامة عسقلان الجمال والرجال: من تأليف الدكتور خليل حسونة
4. كتاب أوراق شفويية عن قرية حمامة: من تأليف الشيخ حسين أبو صفية.
5. كتاب من حمامة إلى مونتريال: من تأليف الدكتور عبد الكريم الحسني.